# Guy Patin

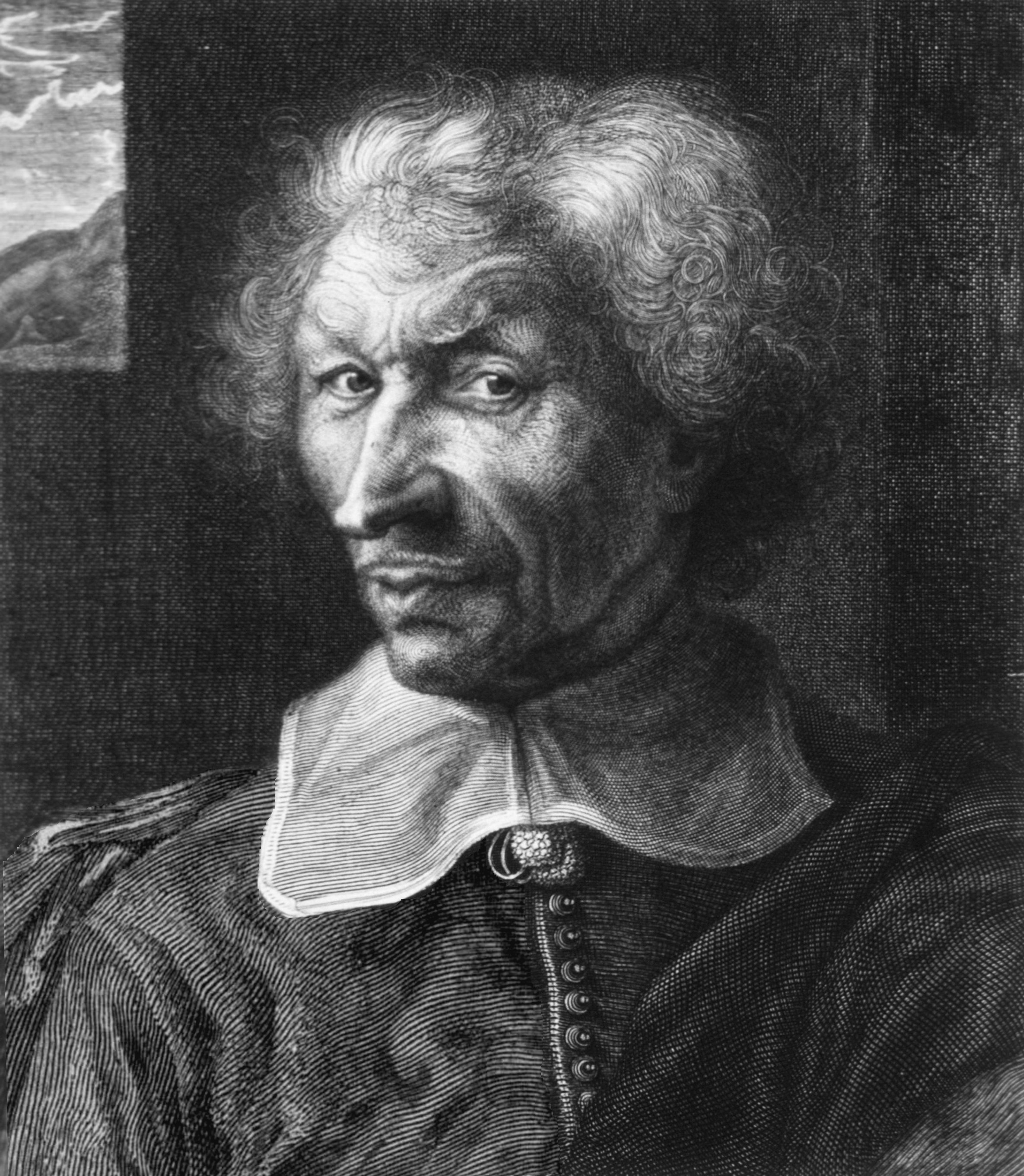
Guy Patin

Guy Patin (auch in der Schreibweise Gui Patin; * 31. August 1601 in Hodenc-en-Bray, Département Oise; † 30. August 1672 in Paris) war ein französischer Professor für Chirurgie und Medizin sowie Dichter und Schriftsteller.

## Leben
Guy Patin stammte aus einer Juristenfamilie, ging auf das Collège de Beauvais und in Paris auf das Collège de Boncourt. Er studierte zunächst Theologie, entschloss sich aber gegen den Elternwillen zum Medizinstudium. In Paris studierte er dann Medizin, arbeitete als Korrektor in einer Druckerei und wurde 1624 zum Doktor der Medizin promoviert. 1625 heiratete er eine vermögende Frau.

## Wirken
1646 wurde Patin auf den Lehrstuhl für Chirurgie in Paris berufen. Patin war 1650 bis 1652 Dekan (Doyen) der Medizinischen Fakultät in Paris. 1654 wurde er Nachfolger von Riolan, der den Lehrstuhl für Anatomie, Botanik und Pharmazie innehatte, und ab 1655 Professor der Medizin am Collège Royale (Collège de France).
Er war Mitglied der Akademie von Henri Louis Habert de Montmor.
Er ist für seine Korrespondenz bekannt, die ihn als frühen Freidenker zeigt und auch als Dokument der Medizingeschichte von Bedeutung ist. Sie wurde rund zehn Jahre nach seinem Tod veröffentlicht. Patin schrieb auch Gedichte, organisierte Neuausgaben und war als Büchersammler bekannt. Er handelte mit offiziell verbotenen Büchern wie auch sein Sohn Charles Patin. Beide wurden deshalb 1666 verhaftet und Charles Patin erhielt 1668 eine lebenslange Galeerenstrafe.

## Schriften
- Naudaeana et Patiniana, ou, Singularitez Remarquables, Paris 1701 (Herausgeber Jean-Aymar Piganiol), Amsterdam 1703 (Vorwort Pierre Bayle) (Gespräche zwischen Patin und seinem Freund Gabriel Naudé)
- Lettres du temps de la Fronde, Paris 1921
- L’esprit de Guy Patin, tiré de ses conversations, Amsterdam 1709 und 1713
- Lettres choisies de feu M. Guy Patin, Paris 1685, 2. Auflage 1688
- Lettres choisies de feu M. Guy Patin, Paris, 2 Bände 1692, Den Haag: Van Bulderen, 3 Bände 1707–1725
- Nouvelles lettres de feu M. Gui Patin, tirées du cabinet de Mr. Charles Spon, 2 Bände, Amsterdam 1718
- Joseph Henri Réveillé-Parise: Lettres de Gui Patin, 3 Bände. Baillière, Paris 1846[4]
- Antoine Adam (Herausgeber): Les libertins au XVIIe siècle, Paris 1964
- Jacques Prévot (Herausgeber): Libertins du XVIIe siècle, Gallimard, 2 Bände 1998